# Dylan Sprayberry
Dylan Muse Sprayberry (Houston, 7 juli 1998) is een Amerikaanse acteur en (muzikant).
Hij is bekend door zijn rol als de jonge Clark Kent in de film Man of Steel uit 2013. Verder speelt hij de rol van Liam Dunbar in de MTV-serie Teen Wolf. In seizoen vier, aflevering drie is hij voor het eerst te zien. In seizoen vier heeft hij een bijrol, maar hij wordt in seizoen vijf een van de hoofdpersonen. Hij heeft eerder voor de rol van de jonge Derek Hale uit Teen Wolf auditie gedaan, maar hij was toen nog te jong.

## Biografie
Dylan Sprayberry heeft op West Univer Elementary in Houston in Texas gezeten totdat hij in 2005 samen met zijn familie is verhuisd naar Californië. Hij heeft een jongere zus, actrice Ellery Sprayberry.

## Filmografie

### Films
| Jaar | Titel                                   | Rol                      | Opmerking  |
| ---- | --------------------------------------- | ------------------------ | ---------- |
| 2007 | The Sunday Man                          | Pester                   | korte film |
| 2007 | My Father                               | Jonge Steven             |            |
| 2008 | Soccer Mom                              | Sam                      |            |
| 2009 | The Honeysting                          | Andy Wilder              | korte film |
| 2009 | Land of the Lost                        | Tar Pits Kid             |            |
| 2009 | Reconciliation                          | 10-jarige Grant          |            |
| 2009 | Old Dogs                                | Schattig voetbaljongetje |            |
| 2010 | Seamus and Magellan                     | Sam                      |            |
| 2010 | Bedrooms                                | Max                      |            |
| 2011 | Shuffle                                 | Jonge Lovell             |            |
| 2013 | Man of Steel                            | 13 jaar oude Clark Kent  |            |
| 2014 | Cry of the Butterfly                    | Dakloos kind             |            |
| 2016 | Left Behind: Vanished - Next Generation | Flynn                    |            |
| 2018 | The Row                                 | Carter                   |            |
| 2020 | Angie: Lost Girls                       | Mario                    |            |
| 2021 | Malibu Horror Story / The Malibu Tapes  | Josh Davidson            |            |

### Televisie
| Jaar      | Titel                              | Rol                    | Opmerking                                                         |
| --------- | ---------------------------------- | ---------------------- | ----------------------------------------------------------------- |
| 2008      | MADtv                              | Tyler                  |                                                                   |
| 2008      | Spaced                             | Geitenjongen           | tv-film                                                           |
| 2008      | iCarly                             | Matthew                | 1 aflevering: "iHave a lovesick teacher"                          |
| 2008      | Criminal Minds                     | Sam Cunningham         | 1 aflevering: "Brothers in arms"                                  |
| 2008-2009 | Tracey Ullman's State of the Union | Jesse                  |                                                                   |
| 2009      | Chasing a Dream                    | 8-jarige John van Horn | tv-film                                                           |
| 2009      | The Three Gifts                    | Mike                   | tv-film                                                           |
| 2012      | Glee                               | Jonge Cooper           | 1 aflevering: "Big brother"                                       |
| 2012      | Common Law                         | Hunter                 | 2 afleveringen: "Ride-Along" en "Soul Mates"                      |
| 2014-2017 | Teen Wolf                          | Liam Dunbar            | personage in seizoen 4 (9 afl.), hoofdpersonage in seizoen 5 en 6 |
| 2018-2019 | Light as a Feather                 | Henry Richmond         | personage in de serie                                             |

## Prijzen en nominaties
| Jaar | Prijs        | Categorie                                            | Werk         |             |
| ---- | ------------ | ---------------------------------------------------- | ------------ | ----------- |
| 2014 | Saturn Award | Beste werk gedaan door een jonge acteur in een film  | Man of Steel | genomineerd |
| 2016 | Saturn Award | Beste werk gedaan door een jonge acteur in een serie | Teen Wolf    | genomineerd |